# Sara Azaryahu
Sara Azaryahu, född 1873, död 1962, var en israelisk feminist och aktivist. 
Hon var medgrundare till Union of Hebrew Women for Equal Rights in Erez Israel, som grundades 1919. 